# Адамс, Сэмюэл
Сэ́мюэл А́дамс, также Самуэль или Самуил (англ. Samuel Adams; 27 сентября 1722 года, Бостон — 2 октября 1803 года, там же) — американский государственный деятель и философ, один из отцов-основателей США. Адамс был политическим лидером колониального Массачусетса и стал одним из создателей базовых принципов американского республиканизма, чем оказал большое влияние на политическую культуру США. Он приходился троюродным братом другому отцу-основателю, Джону Адамсу.
В качестве политического лидера колонии Массачусетс создал тайную антибританскую организацию «Сыны свободы», одной из акций которой было Бостонское чаепитие. В годы войны за независимость был членом Континентального конгресса, где способствовал созданию Декларации независимости, впоследствии участвовал в составлении Статей Конфедерации и Конституции Массачусетса.

## Биография
Адамс родился в Бостоне (в британской колонии Массачусетс) 16 сентября 1722 года по старому стилю (27 сентября), он был одним из 12 детей Сэмюэля Адамса-старшего (1689—1748) и Мэри Файфилд (1694—1748), и одним из трёх, которые прожили более трёх лет. Родители Адамса были убеждённые пуритане и прихожане бостонской Старой Конгрегационалистской церкви. Адамс всегда гордился своим пуританским происхождением и впоследствии в политической карьере следовал пуританским ценностям, особенно «добродетели».
Отец Адамса был богатым торговцем  дьяконом церкви. Он стал видным политическим лидером в Бостоне, создав политическое общество (кокус), известное как Бостонский кокус. Он занимал много гражданских должностей и был членом Палаты представителей Массачусетса. Он тесно общался с Элишей Куком, лидером «партии популяров», которая впоследствии превратилась в партию «вигов» или «патриотов» .
Адамс изучал теологию в Гарвардском колледже, но бросил занятия вследствие разорения отца и стал негоциантом, также безуспешно. Позже работал сборщиком налогов, а к началу 1760-х годов выдвинулся в качестве влиятельного члена Палаты представителей Массачусетса. В 1763 году, по окончании войны с французами и индейцами, встал на почву политического сопротивления, возмущённый мерами, принятыми английским правительством относительно американской торговли. В частности, он был ярым противником Гербового сбора и по этому поводу побудил своих сограждан к возмущению (1765).
Адамс первым подал мысль об учреждении народных обществ, способных к совместным действиям, благодаря корреспонденции. Одним из первых призывов к объединению американских колоний против англичан было циркулярное письмо, написанное самим Адамсом в 1768 году. Циркуляр стал поводом для введения в Бостон английских войск, в открытом столкновении с которыми в 1770 году было убито пятеро колонистов. Информация об этом инциденте и последовавшем судебном расследовании широко использовалась для антибританской пропаганды во всех американских колониях. В 1772 году по предложению Адамса сборным пунктом для антибританской агитационной корреспонденции был назначен Бостон и был сформирован бостонский Комитет по корреспонденции. По образцу последнего корреспондентские комитеты, ставшие впоследствии зачатком местной революционной власти, появились во всех остальных колониях.
Следующим знаменитым актом тайной организации Адамса стало Бостонское чаепитие (1773), в ответ на которое британское правительство приняло так называемые «Невыносимые законы». Присутствуя на Первом континентальном Конгрессе как депутат от Массачусетса в период 1774—1782 годов, Адамс настаивал на продолжении борьбы с Англией и призывал к провозглашению независимости. Участвовал в создании Декларации независимости США (1776) и Статей Конфедерации (1777), но считал опасным стремление Вашингтона к усилению власти федерального центра. Как влиятельный член конвента от Массачусетса, в 1788 году он настоял на принятии новой союзной конституции и подал, собственно, повод всему Востоку к присоединению соседних штатов.
После революции вернулся в Бостон, где в 1789 году был избран вице-губернатором, а в 1794 году — губернатором Массачусетса. По старости сложил с себя полномочия в 1797 году.
В 1796 году Адамс принял участие в третьих президентских выборах. Он получил 11% голосов выборщиков. Президентом стал его двоюродный брат Джон Адамс.
В американской историографии Адамс считается противоречивой фигурой. Одни авторы считают его организатором революционной борьбы, а другие — опасным заговорщиком, который для достижения своих политических целей использовал пропаганду и провоцировал уличные беспорядки.

## Образ в культуре
- В короткометражном фильме «Независимость[англ.]» (1976) роль Адамса исполнил актёр Джон Рэндольф.
- «Джон Адамс» (2008)
- Сэм Адамс стал одним из главных героев мини-сериала «Сыны свободы», снятом в 2015 году.
- Сэм Адамс появился в видеоигре Assassin's Creed 3.
- Сэмюэл Адамс является одним из главных героев мультфильма «Америка: Фильм», вышедшего в 2021 году на потоковом сервисе Netflix. Персонаж говорит голосом Джейсона Мандзукаса.